# Lecane inquieta
Lecane inquieta är en hjuldjursart som beskrevs av Myers 1936. Lecane inquieta ingår i släktet Lecane och familjen Lecanidae. Inga underarter finns listade i Catalogue of Life.